# Horonu
Horonu är en ort i Azerbajdzjan.   Den ligger i distriktet Jardymly, i den södra delen av landet, 210 km sydväst om huvudstaden Baku. Horonu ligger 841 meter över havet och antalet invånare är 519.
Terrängen runt Horonu är kuperad. Närmaste större samhälle är Lerik, 18,7 km söder om Horonu. 
Trakten runt Horonu består till största delen av jordbruksmark. Runt Horonu är det ganska tätbefolkat, med 60 invånare per kvadratkilometer.